# Space Girl
Space Girl è un singolo della cantante britannica Sophie and the Giants, pubblicato il 12 ottobre 2018 come secondo estratto dal primo EP Adolescence.

## Tracce
1. Space Girl – 3:20
2. Bulldog – 3:40